# W-11
W-11 — тральщик Імперського флоту Японії, який взяв участь у Другій світовій війні.
Корабель, який належав до типу W-7, спорудили у 1939 році на верфі компанії Uraga Dockyard у Токіо.
З червня 1941-го корабель належав до 21-го дивізіону тральщиків. Напередодні вступу Японії у Другу світову війну W-11 перейшов з метрополії до Мако (важлива база ВМФ на Пескадорських островах у південній частині Тайванської протоки), а 7 грудня вийшов звідси із завданням супроводжувати загін, що мав висадити допоміжний десант на півночі філіппінського острова Лусон. Висадка відбулася в ніч проти 10 грудня у Вігані.
Невдовзі тральщик уже був на острові Амаміосіма (центральна група архіпелагу Рюкю), звідки вийшов 17 грудня 1941-го для супроводу транспортів, які висадили інший допоміжний десант на східному узбережжі Лусону в затоці Ламон-Бей.
Далі W-11 пройшов до Давао (порт на південному узбережжі острова Мінданао), звідки вийшов 9 січня 1942-го серед численних кораблів ескорту, які супроводжували транспорти з десантом до Менадо на північно-східному півострові острова Целебес. Десантування успішно відбулося в ніч проти 11 січня. 21 січня тральщик рушив для супроводу десанту до Кендарі (південно-східний півострів Целебесу), де японці висадились 24 січня. У наступні кілька діб W-11 побував у Давао, звідки ескортував кілька транспортів до якірної стоянки островів Бангка (неподалік від Менадо), потім повернувся до Кендарі і 29 січня вирушив звідси, супроводжуючи транспорти з військами, що мали заволодіти островом Амбон (Молуккські острови). Цього разу гарнізон союзників чинив опір кілька діб, а W-11 2 лютого під час тралення підірвався на міні й зазнав певних пошкоджень.
Станом на початок березня 1942-го тральщик перебував у Купанзі на острові Тимор (захоплений японцями 19 лютого), при цьому невдовзі його передали до 21-ї спеціальної військово-морської бази. Наступні п'ять місяців корабель діяв на сході Індонезії, зокрема в районах Амбону, Кендарі та Сурабаї. 5 серпня 1942-го W-11 прибув до метрополії у Сасебо (обернене до Східнокитайського моря узбережжя Кюсю), де до 24 жовтня проходив доковий ремонт.
Наприкінці листопада 1942-го W-11 рушив назад до Індонезії і майже два з половиною роки ніс тут патрульно-ескортну службу з відвідуванням портів Сурабая, Купанг, Ділі (так само острів Тимор), Максассар (південно-західний півострів Целебесу), Балікпапан (центр нафтовидобутку на східному узбережжі Борнео), Батавія (наразі Джакарта), Амбон, Кендарі, затоки Кау (острів Хальмахера), Котабару (південно-східне завершення Борнео).
У середині грудня 1943-го тральщик здійснив рейс із Сурабаї до острова Різдва (у Індійському океані за кілька сотень кілометрів на південь від острова Ява).
26 лютого 1944-го W-11 разом зі ще двома кораблями вийшли з Сурабаї для ескортування транспортів «Танго-Мару» та «Рюсєй-Мару» (Ryusei Maru). Наступної доби американський підводний човен потопив обидва судна, при цьому загинуло близько восьми тисяч осіб, переважно індонезійських працівників та індійських солдатів, але також і певна кількість японських військовослужбовців (із понад 12 тисяч пасажирів близько 1200 належали до збройних сил Японії).
24 вересня 1944-го W-11 охороняв канонерський човен «Нанкай» і транспорт «Хоккай-Мару», які підірвались на мінах біля південно-східного узбережжя Борнео та були посаджені на мілину (можливо відзначити, що надалі обидва судна змогли привести на верф для ремонту). 12 листопада вийшов з Сурабаї для супроводу судна «Хейо», проте 14 листопада останнє підірвалось на міні біля східного узбережжя Борнео і затонуло.
21—28 листопада 1944-го тральщик здійснив ще один транспортний рейс з Сурабаї до острова Різдва та назад.
8—13 березня 1945-го W-11 провів круговий транспортний рейс між Сурабаєю та Купангом.
28 березня 1945-го W-11 прибув із конвоєм до Макасару. Тієї ж доби тральщик був атакований тут ворожими бомбардувальниками, зазнав численних пошкоджень і затонув.